# Adisak Sensom-Eiad
Adisak Sensom-Eiad (tiếng Thái: อดิศักดิ์ เส็นสมเอียด), còn được biết với tên đơn giản Max (tiếng Thái: แม็ก), là một cầu thủ bóng đá từ Thái Lan Hiện tại anh thi đấu cho Thai Honda ở Thai League 2.